# Дуріс Самоський
Дуріс Самоський (дав.-гр. Δοῦρις ὁ Σάμιος; народився прибл. 350 до н. е. - помер близько 281 до н.е.) був грецьким істориком. У певний період часу був тираном Самосу. Дуріс вважається автором втраченої історії подій у Греції та Македонії починаючи від 371 до н.е. та до 281 до н.е. Творчий спадок автора включав також записи про життя Агафокла Сіракузського і ряд трактатів на літературні та художні теми.

## Особисте та політичне життя
Дуріс стверджував, що є нащадком Алківіада.  Підтвердити це можна тим, що у нього був син Скей, який переміг на Олімпійських іграх, «коли саами були у вигнанні»;  тобто до 324 року до н. е. 
Враховуючи те, що з 352 по 324 рік Самос був окупований афінськими клерухами, то цілком ймовірно, що Дуріс міг народитися в якийсь день близько 350 року до н. е., а оскільки його основна історична праця закінчилася смертю Лісімаха в 281 році до нашої ери, то дата його  смерті припадає на період після цієї події. 
Дуріс був братом Лінцея Самоського, автора комедій, листів та есе "Покупки  їжі".
Дослідження 20-го століття стверджують, що Дуріс був учнем Теофраста в Афінах. 
Єдиний зафіксований факт про суспільне життя Дуріса — це те, що він був тираном, або одноосібним правителем Самосу.  Залишається невідомим те, яким чином він досяг цієї посади, як довго перебував на ній та які події відбувалися за його правлінням. 

## Творчість
Дуріс був автором наративної історії подій у Греції та Македонії від подій з битви при Левктрі (371 р до н. е.) аж до смерті Лісімаха (281 р до н. е.). Твір, як і всі інші роботи автора, було втрачено. 
Інші твори Дуріса включали життя Агафокла Сіракузського, які стали джерелом для книги "Історична бібліотека" Діодора Сицилійського . 
Дуріс також написав історичні аннали Самосу, упорядковані за списками жерців Гери, і ряд трактатів на літературно-мистецьку тематику.  

### Спадок
Збереглися лише частини  робіт Дуріса, починаючи з 33 фрагментів  «Історій» і закінчуючи одним невеликим фрагментом із праці «Про скульптуру». Повний список:  
- Історії (також зазначені як Македонія та Еллініка ; 33 фрагменти)
- Про Агафокла (також вказано як Лібіка; 13 фрагментів)
- Аннали Самосу (22 фрагменти)
- Про закони (2 фрагменти)
- Про ігри (4 фрагменти)
- Про трагедію (і, можливо, про Евріпіда і Софокла ; 2 фрагменти)
- Про художників (2 фрагменти)
- Про скульптуру (1 фрагмент)

### Критика
Небагато існує поціновувачів творчості Дуріса серед давніх авторів. Цицерон оцінює його як працьовитого письменника.  Плутарх використовував його доробок у своїй праці, проте неодноразово висловлював сумніви щодо його надійності.  Діонісій Галікарнасський зневажливо говорить про його стиль.  Фотій вважає структуру творів зовсім хибною.  На відміну від  попередників, Дуріс служив зразком нової моди на «трагічну історію»,  що надавала розвагам і хвилюванню більше значення, ніж фактичному звітуванню.
У «Порівняльних життєписах» Плутарха яскравим прикладом є детальний (і, за Плутархом, перебільшений) опис Дурісом жорстокості та масштабних руйнувань на Самосі, коли афінські сили на чолі з Періклом підкорили острів. 
Недавні критики, вважаючи, що Дуріс був учнем Теофраста, намагалися або довести, що «трагічна історія» відповідає вченню перипатетичної школи , або проаналізувати мотиви Дуріса, які дотримувалися відмінної від його передбачуваних вчителів лінії.  Дискусії неминуче були безрезультатними. 